# Dýšina
Dýšina (en allemand : Deyschin, précédemment : Deyschina) est une commune du district de Plzeň-Ville, dans la région de Plzeň, en République tchèque. Sa population s'élevait à 1 807 habitants en 2022.

## Géographie
Dýšina se trouve à 10 km au nord-est du centre de Plzeň et à 76 km à l'ouest-sud-ouest de Prague.
La commune est limitée par Chrást et Smědčice au nord, par Bušovice et Litohlavy à l'est, par Klabava, Ejpovice et Kyšice au sud, et par Plzeň à l'ouest.

## Histoire
La première mention écrite du village date de 1242.
Jusqu'à la fin de 2006, la commune faisait partie du district de Plzeň-Nord ; le 1er janvier 2007, elle a été rattachée au district de Plzeň-Ville ainsi que d'autres petits communes proches de Plzeň.

## Transports
Par la route, Dýšina se trouve à 10 km de Plzeň et à 91 km de Prague.